# سفیان تایه
سفيان تايه (زاده ۲۰ سپتامبر ۱۹۷۱ - درگذشته ۲ دسامبر ۲۰۲۳) معروف به ابوعثمان دانشمند فلسطینی بود که از اوت ۲۰۲۳ تا زمان مرگش در دسامبر ۲۰۲۳ به عنوان رئیس دانشگاه اسلامی غزه خدمت کرد. او به همراه خانواده اش در جریان جنگ ۲۰۲۳ اسرائیل و حماس در یک حمله هوایی توسط ارتش اسرائیل کشته شد. تایه ۵۲ ساله بود.

## حرفه
سفيان تايه از اوت ۲۰۲۳ تا زمان مرگش در دسامبر ۲۰۲۳ به عنوان رئیس دانشگاه اسلامی غزه خدمت کرد. تایه که دارای کرسی استادی در فیزیک نظری و ریاضیات کاربردی بود.  او در سال ۲۰۲۱ جزو ۲ درصد محققان برتر جهان شده بود.

## مرگ
در ۲ دسامبر ۲۰۲۳ منزل تایه در منطقه الفالوجا در شهر جبالیا توسط جنگنده‌های اسرائیل هدف قرار گرفت. در اثر این حمله سفیان تایه، پسر بزرگ او و برخی اعضای خانواده‌اش جان خود را از دست داده‌اند.
با اعلام خبر کشته شدن این استاد دانشگاه رییس دانشگاه تهران، رییس دانشگاه مازندران و رئیس دانشگاه صنعت نفت در پیام هایی ضمن محکوم کردن این رخداد با مردم غزه ابراز همدردی کردند.